# 33633 Strickland
33633 Strickland este o planetă minoră (asteroid) din centura de asteroizi. A fost descoperită pe 13 mai 1999 la Experimental Test Site⁠(d) de Lincoln Near-Earth Asteroid Research. 
Obiectul prezintă o orbită caracterizată de o semiaxă mare de 2,7750301 UAi, o excentricitate de 0,16, o înclinație de 7,38093 ° în raport cu ecliptica.